# Terçon
Un terçon (terçon en occitan aranais ; terçó en catalan) est une division géographique propre du Val d'Aran. Elle a été en vigueur de la concession de la Quérimonia, en 1313, à son abolition en 1834 avec la nouvelle division provinciale. Elle a été traditionnellement maintenue comme élément identitaire, et a été restaurée en 1990 comme circonscription électorale pour le Conseil général d'Aran (Conselh Generau d'Aran).
Le Val d'Aran était initialement formées de trois tiers (occitan terç) d'où le nom de terçons : Garòs, Vielha et Bossòst. Les trois terçons correspondaient aux trois aires géographiques de la vallée : Haut Aran (Naut Aran), Aran Moyen (Mijaran) et Bas Aran (Baish Aran). Au XVIe siècle, chaque terçon a été divisé en deux sesterçons qui ont continué à être appelés terçons :
- De Garòs : Arties (aujourd'hui Arties e Garòs) et Pujòlo.
- De Vielha : Marcatosa et Vielha ou Castièro.
- De Bossòst : Irissa (ou Lairissa) et Quate Lòcs

## Histoire
La Querimonia, accordée par Jacques le Juste (Jaume II El Just) en 1313, établissait le Conseil Général d'Aran comme organe de gouvernement propre formé par des représentants de chaque terçon. Les Décrets de Nueva Planta n'ont pas supprimé les juridictions du Val d'Aran, mais ont diminué significativement l'autonomie de gouvernement. Avec la division provinciale de 1833, le territoire a été intégré dans la province de Lérida, avec la suppression ultérieure du Conseil Général et de la substitution des terçons en municipalités.

## Administration
Bien qu'ils soient restés sans fonction administrative, les terçons se maintiennent de façon traditionnelle parmi les habitants de la vallée comme référence identitaire et avec une valeur symbolique. En 1977, après la chute du régime franquiste, on a constitué une association populaire avec le nom de Es Terçons pour défendre les intérêts aranais dans le Statut d'autonomie de la Catalogne.
La Loi 16/1990 sur le régime spécial du Val d'Aran a restitué la structure administrative traditionnelle, qui se superposait à la structure municipale. Dans les élections au Conseil général, chaque terçon élit un nombre de conseillers proportionnel au nombre de ses habitants.

## Composition
| Terçon         | Municipalités                   | Entités de population qu'il comprend                   | Conseillers |
| -------------- | ------------------------------- | ------------------------------------------------------ | ----------- |
| Quate Lòcs     | Bossòst, Les, Canejan et Bausen |                                                        | 3           |
| Irissa         | Vilamòs, Arres et Es Bòrdes     |                                                        | 1           |
| Marcatosa      | Vielha e Mijaran                | Vilac, Aubèrt, Betlan, Mont, Montcorbau, Arròs et Vila | 1           |
| Castièro       | Vielha e Mijaran                | Escunhau, Casarilh, Betren, Vielha, Gausac et Casau    | 4           |
| Arties e Garòs | Naut Aran                       | Arties et Garòs                                        | 1           |
| Pujòlo         | Naut Aran                       | Tredòs, Bagergue, Salardú, Unha et Gessa               | 2           |